# Daniel O'Day
Daniel O'Day (Clare (Irlanda), 6 de febrero de 1844-Royan, 13 de septiembre de 1906) fue un empresario del petróleo y banquero irlando-estadounidense, amigo personal del empresario y magnate estadounidense John D. Rockefeller.
O'Day es más conocido como uno de los directores de la Standard Oil Company, actualmente Exxon-Mobile.